# كريستين ديلاروش
كريستين ديلاروش (بالفرنسية: Christine Delaroche)‏ هي مغنية وممثلة فرنسية، ولدت في 24 مايو 1944 بباريس في فرنسا.

## وصلات خارجية
- كريستين ديلاروش على موقع IMDb (الإنجليزية)
- كريستين ديلاروش على موقع ألو سيني (الفرنسية)
- كريستين ديلاروش على موقع ميوزك برينز (الإنجليزية)
- كريستين ديلاروش على موقع أول موفي (الإنجليزية)
- كريستين ديلاروش على موقع قاعدة بيانات الأفلام السويدية (السويدية)
- كريستين ديلاروش على موقع ديسكوغز (الإنجليزية)
- كريستين ديلاروش على موقع قاعدة بيانات الفيلم (الإنجليزية)
- كريستين ديلاروش على موقع كينوبويسك (الروسية)